# Cyklofosfamid
Cyklofosfamid (INN, systematický název (RS)-N,N-bis(2-chlorethyl)-1,3,2-oxazafosfinan-2-amin-2-oxid), známý též pod obchodními názvy Endoxan, Cytoxan, Neosar, Procytox, Revimmune a dalšími nebo pod názvem cytofosfan, je organická sloučenina ze třídy dusíkatých yperitů a oxazoforinů. Působí jako alkylační činidlo.
Alkylační činidlo typu cyklofosfamidu je schopno přidat alkylovou skupinu (CnH2n+1) k DNA. Naváže ji na guaninovou bázi DNA, na atom dusíku č. 7 v imidazolovém kruhu. Cyklofosfamid se proto používá jako cytostatikum při léčbě různých typů nádorů a některých autoimunitních poruch. Jedná se o „proléčivo“, do podoby aktivního chemoterapeutika se konvertuje v játrech.